# Live Action Toy Story
Live Action Toy Story — фанатский фильм ремейк 2012 года, созданный Джонасоном Поли и Джесси Перроттой из Аризоны; это покадровое воссоздание оригинального одноимённого компьютерного анимационного фильма 1995 года. В нём игрушечные персонажи анимированы с помощью покадровой анимации или сняты в движении с проволокой и верёвками. По состоянию на 7 июля 2023 года у него почти 49,3 миллиона просмотров на YouTube.

## Производство
Джонасон Поли и Джесси Перротта из Месы, Аризона, которые ранее вместе работали над видео, где Перротта уже создал серию кукольных видеороликов, загруженных на YouTube под названием «Билли и Чаки» перед работой над «Live Action Toy Story», подружились благодаря общему интересу к мультфильмам История игрушек в старшей школе. Проект начался после того, как двое просмотрели «История игрушек: Большой побег» (2010), начиная с разговора в столовой в школе; Первоначально они планировали воссоздать один отрывок из «Истории игрушек» (1995), но позже решили, что нужно переснять весь фильм.
Бо́льшая часть бюджета «Live Action Toy Story»́, составляющая около одной тысячи долларов, зависела от займов примерно 150 членов семьи и друзей из их церкви, некоторые из которых также выступали в качестве актёров в фильме.
Дом Поли служил местом расположения комнат Энди и Сида. Три места: два игровых автомата в Месе и Орегоне и ресторан Темпе Peter Piper Pizza были локациями в качестве ресторана Pizza Planet.
«Live Action Toy Story» снималась в течение двух лет, монтаж производился во время съёмок. Первые шесть месяцев съёмки проходили по субботам и были посвящены сценам, происходящим в комнате Энди. К лету 2011 года, когда занятия в школе прекратились, а друзей, доступных для сотрудничества, стало больше, вокруг дома и на улицах было снято больше сцен, а фоны домов были сняты в близлежащих районах.
Точность «Live Action Toy Story»́ по отношению к оригинальному фильму была настолько высокой, что текст номерного знака был таким же. Хотя игрушки главных героев уже были у обоих авторов ремейка, другие игрушки пришлось купить или даже изготовить самим Игрушки Сида были изготовлены из частей продуктов, купленных в магазине Goodwill. Собака-бультерьер была заказана с сайта Craigslist. Основной проблемой при поиске локаций в Аризоне было сделать так, чтобы обстановка выглядела как можно более похожей на типичный вид калифорнийского пригорода, особенно когда дело касалось сцен на открытом воздухе.
По словам Поли: «Обычно я говорю, что самой сложной частью было согласование расписания каждого. Но это не совсем весёлый ответ. Было неприятно, когда мы потеряли часть фильма и пришлось переснимать сцену. Что касается самого интересного, то Я был в восторге от возможности переезжать в разные места после столь долгого пребывания в комнате Энди. Было весело снимать сцены с «Pizza Planet» и на заправочной станции». Также Поли сказал: «Большую часть времени были я, Джесси и все, кто нам нужен для сцены, которую мы планировали снимать. Наши друзья Эми и Ким, наши актёры Ти Джей, Виктор, Делани, дрессировщик собак, парень, который одолжил нам фургон, список можно продолжать. На съёмку всего этого ушло два года, и я монтировал по ходу дела».

## Критика и отзывы

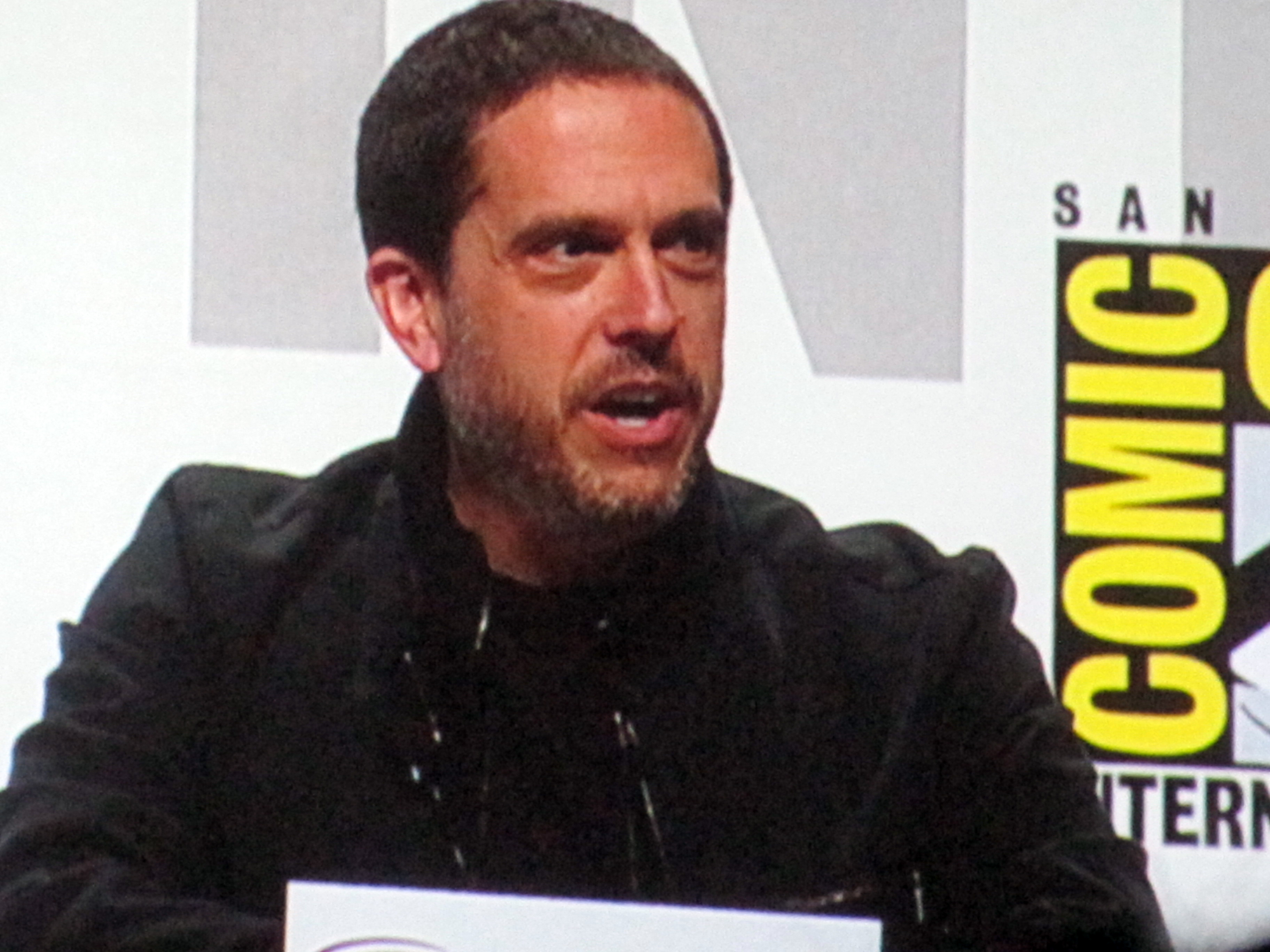
Ли Ункрич, редактор оригинального фильма «История игрушек», а также режиссёр третьего фильма, написал в Твиттере, что «Live Action Toy Story» была снята «ОЧЕНЬ преданной своему делу» группой людей.

Чтобы раскрутить проект и привлечь знакомых на помощь, производственный процесс постоянно документировался на странице фильма через Facebook, а также закадровые видеоролики и живое воссоздание финала «Истории игрушек: Большого побега», были загружены на YouTube.
В сентябре 2011 года «Gizmodo» опубликовал статью, в которой кратко описывается проект, загруженный на JP and Beyond.
Финальный римейк «Истории игрушек: Большой побег» был освещён в блоге журнала «Vulture» журнала «New York» и в газете «Pixar Times» после его загрузки в мае 2012 года. После выхода трейлера в августе 2012 года два режиссёра дали интервью о проекте в общенациональной телевизионной программе «Right This Minute».
После загрузки «Live Action Toy Story» в 2013 году, ремейк получил различные рецензии на «Boys' Life» «The Verge», «Collider», «NBC News», «Slate», «Laughing Squid», «MTV News», «The Huffington Post», «Gothamist», «Wired», «CNET», «Vulture», «NME», и «The Hollywood Reporter», в каждом из которых ремейк был назван «жемчужиной в мире видео-трибьютов, созданных фанатами». Ремейк собрал более 250.000 просмотров за 24 часа и достиг 1,7 миллиона просмотров за два дня, а на третий день превысил отметку в три миллиона. Через две недели после загрузки, видео набрало более восьми миллионов просмотров. Об этом написал Ли Ункрич через Twitter в день его загрузки, описав его как сделанный «ОЧЕНЬ преданной своему делу» командой. Джо Берковиц писавший свою рецензию для журнала «Fast Company» заявил: «Хотя нити, управляющие Вуди и Баззом Лайтером, можно увидеть почти в каждом кадре, вы также можете увидеть головокружительную привязанность создателей к исходному материалу. и для кинопроизводства в целом».

## Другое
Братья Айовы Морган и Мейсон МакГрю потратили восемь лет на воссоздание фильма в режиме покадровой съёмки. Фильм под названием «История игрушек 3 в реальной жизни» (англ. Toy Story 3 in Real Life) был снят на iPhone и загружен на YouTube 25 января 2020 года. В покадровом ремейке используется оригинальный звук из фильма. По данным Screen Crush, Walt Disney Studios, материнская компания Pixar, дала МакГрю разрешение выпустить фильм в Интернете.